# Hirata Toshihide
Toshihide Hirata (sinh ngày 11 tháng 10 năm 1990) là một cầu thủ bóng đá người Nhật Bản.

## Sự nghiệp câu lạc bộ
Toshihide Hirata đã từng chơi cho YSCC Yokohama và FC Kariya.